# 福井県道33号佐田竹波敦賀線
福井県道33号佐田竹波敦賀線（ふくいけんどう33ごう さたたけなみつるがせん）は福井県三方郡美浜町と敦賀市を結ぶ主要地方道（福井県道）である。別名「敦賀半島横断道路」。

## 概要
全線にアスファルトによる舗装がなされ、また完全二車線の道幅が確保されている。敦賀市縄間から敦賀市松葉町にかけては海沿い（松林沿い）を走るので、ツーリングやドライブによく使われる。

### 路線データ
- 起点：福井県三方郡美浜町佐田（福井県道225号敦賀美浜線交点）
- 終点：福井県敦賀市白銀町（国道8号交点）

## 歴史
- 1993年（平成5年）5月11日 - 建設省から、県道佐田立石敦賀線の一部が佐田竹波敦賀線として主要地方道に指定される[1]。
- 2019年（平成31年）3月17日 - 北田トンネル（延長320 m）、菅浜乙見トンネル（延長638 m）が開通[2]。
- 2020年（令和2年）3月20日 - 菅浜黒藤トンネル（延長1,666 m）が開通[3]。

## 路線状況

### 重複区間
- 福井県道225号敦賀美浜線（旧丹越国道。敦賀市津内町 - 終点）

## 地理

### 通過する自治体
- 三方郡美浜町
- 敦賀市

### 交差する道路

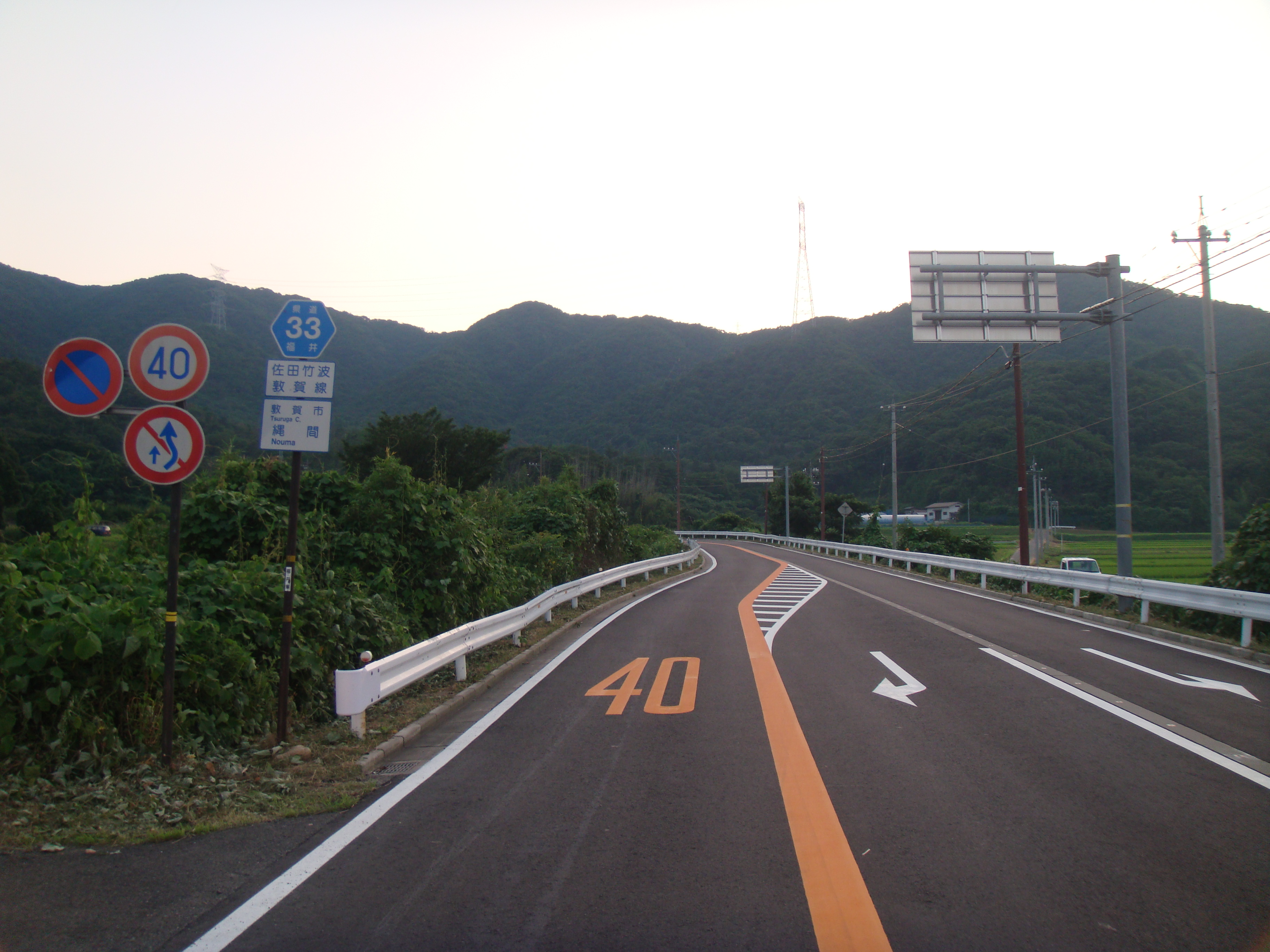
敦賀市縄間から馬背峠を望む（2011年撮影）

- 福井県道225号敦賀美浜線（旧丹越国道。三方郡美浜町佐田・佐田交差点、起点）
- 福井県道141号竹波立石縄間線（三方郡美浜町竹波）
- 福井県道141号竹波立石縄間線（敦賀市縄間）
- 福井県道142号松島若葉線（南方向は福井県道143号松原粟野停車場線重複）（敦賀市松島町・松島町交差点）
- 福井県道225号敦賀美浜線（敦賀市津内町二丁目 -＜重複＞- 敦賀市白銀町・白銀交差点、終点）
- 国道8号＜旧道＞（敦賀市白銀町・白銀交差点、終点）
- 福井県道13号敦賀停車場線（同上）

### 沿線にある施設など
- 水晶浜海水浴場（日本の砂浜八十八選）
- 気比の松原（日本三大松原）
- 敦賀市立児童遊園

### 峠

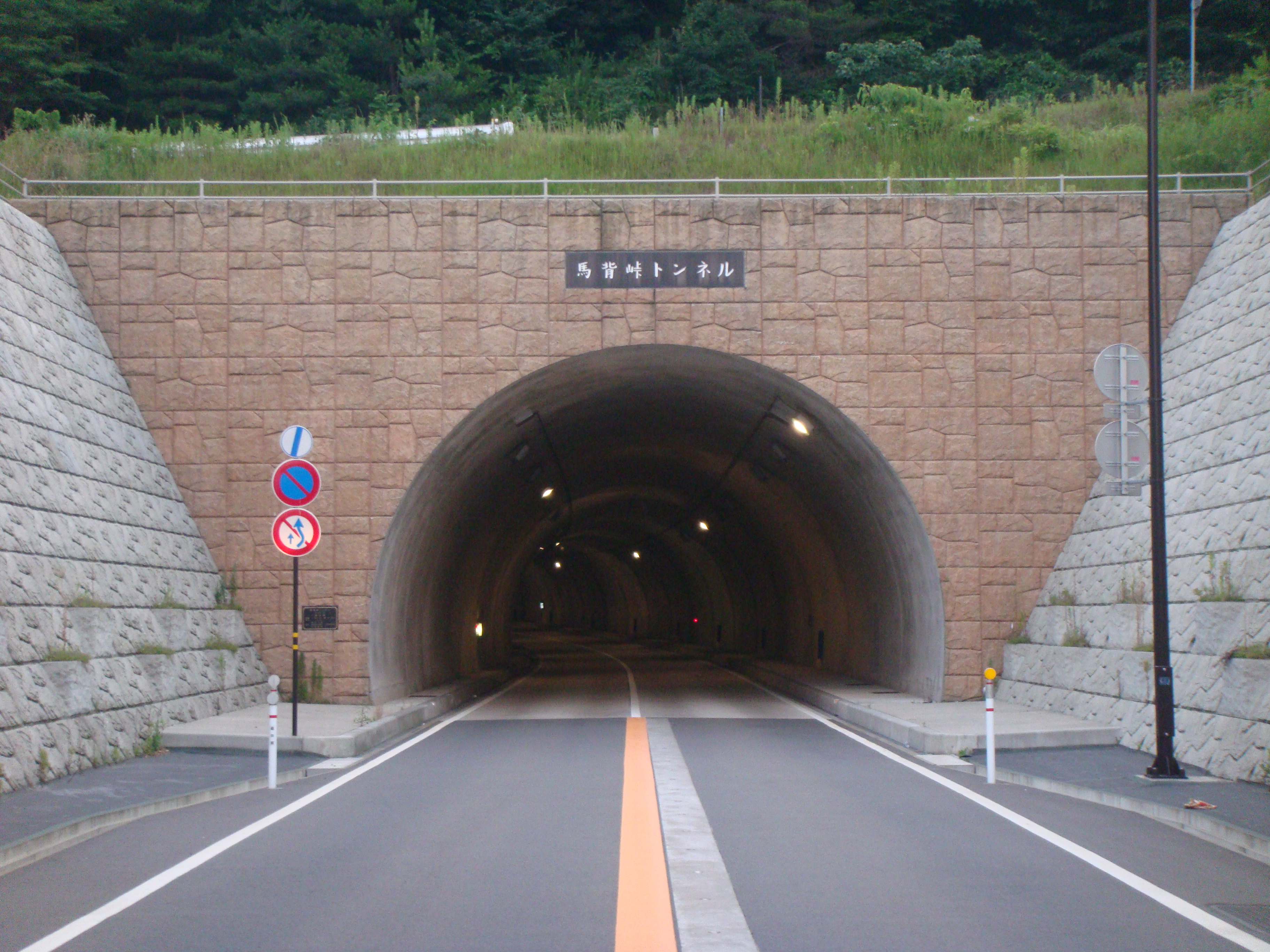
馬背峠トンネル（2011年（平成23年）撮影）

- 馬背峠（旧県道上）